# Praslavenski jezik
Praslavenskim jezikom nazivamo hipotetski jezik iz kojeg su posredno potekli svi današnji slavenski jezici.
Praslavenskim jezikom vjerojatno se govorilo prije sedmog stoljeća. Pisanih tragova nema i sve što danas znamo o tom jeziku rezultat je poredbene analize slavenskih i indoeuropskih jezika.

## Razvoj
Od indoeuropskih jezika najsrodniji su mu baltički jezici s kojima je moguće rekonstruirati raniji zajednički prajezik koji se naziva baltoslavenskim jezikom. Govornici praslavenskoga jezika, (Veneti, Slaveni i Anti – kako ih naziva povjesničar Jordan), potekli su iz različitih dijelova Istočne Europe sjeverno od Karpata i Dunava te područja rijeke Visle, a među njima je bilo i onih s germanskim, iranskim, skitskim ili sarmatskim porijeklom.
Na prijelazu iz VI. u VII. stoljeće Slaveni se pokreću i ekspandiraju, a samim tim i praslavenski jezik. U pokretanju slavenskih plemena i njihova jezika najvažniju ulogu imali su Avari, turkijski narod koji je u to doba uspostavio svoju državu u Panoniji. Vjerojatno je da su dijalektalne razlike unutar praslavenskoga u doba ekspanzije bile još razmjerno malene, ali već u VII. i VIII. st. iz praslavenskoga su se počeli razvijati posebni slavenski jezici. U IX. st. zapisan je prvi književni oblik slavenskog jezika: starocrkvenoslavenski (ili staroslavenski), južnoslavenski književni jezik na koji su sv. Ćiril i Metod preveli dijelove Biblije. Starocrkvenoslavenski, to jest staroslavenski bitno je razlikovati od praslavenskoga koji nema vlastitih sačuvanih tekstova.